# Carole Pope
Carole Ann Pope (Manchester, 6 agosto 1950) è una cantante, cantautrice e attivista britannica naturalizzata canadese, interprete di brani con espliciti contenuti omosessuali e BDSM.

## Biografia

### La gioventù
Carole Pope ereditò dai genitori la passione della ribalta. Il padre Jack, di nazionalità canadese, oltre a essere un venditore, fra gli altri lavori faceva il trampoliere in un circo; la madre Celia si esibiva in spettacoli di music-hall. Quando Carole aveva cinque anni, la famiglia emigrò in Canada e nel 1957 si trasferì a Toronto, dove la giovane Pope frequentò la Cedarbrae Secondary School di Scarborough, seguì corsi di scultura facendo delle sue creazioni un’attività commerciale e trascorse otto mesi ad assemblare apparecchi TV in una fabbrica di televisori. Ma canticchiava le canzoni dei Rolling Stones e aveva il desiderio segreto di diventare una cantante, e per questo decise di trasferirsi nel quartiere bohémien di Yorkville.

### La carriera artistica
L’incontro destinato a costituire una svolta artistica nella sua vita avvenne nel 1968. Carole Pope partecipò a un provino per la formazione del gruppo Deva Loca Sideshow, e in quella occasione incontrò il pluristrumentista Kevan Staples. Svanita quell’avventura musicale, i due decisero di unirsi per formare un duo che battezzarono O, supportati dall’amico pianista Clive Smith, inglese ed ex compagno di scuola di Pete Pete Townshend.
L’esordio di Carole Pope avvenne nel 1970 con il gruppo O, nel quale si trovò a fianco del pluristrumentista Kevan Staples. Gli O, attivi nel biennio 1969-70, si sciolsero l’anno dopo dando vita ai Bullwhip Brothers che a loro volta, nel 1974, si trasformarono nei Rough Trade – il cui nome fu suggerito dalla Pope con riferimento all’iconografia omosessuale. L’organico fu ampliato con l’ingresso del pianista Sharon Smith, del bassista Happy Roderman e dei percussionisti Marv Kanarek e John Cessine; i giochi di parole a sfondo sessuale dei testi cantati dalla Pope e la sua magnetica personalità di esecutrice avrebbero sconvolto il panorama della musica canadese. 
I Rough Trade si cimentarono anche in esperimenti teatrali e filmici, furono protagonisti di diverse tournée musicali a livello mondiale esibendosi anche con rockstar affermate come David Bowie e incisero diversi album, raggiungendo un rilevante successo tanto da ricevere i Juno e Genie Awards – corrispettivi rispettivamente dei Grammy e degli Oscar assegnati in Canada – fino alla decisione all’inizio degli anni novanta di interrompere l’attività musicale, salvo qualche sporadica reunion per eventi speciali.

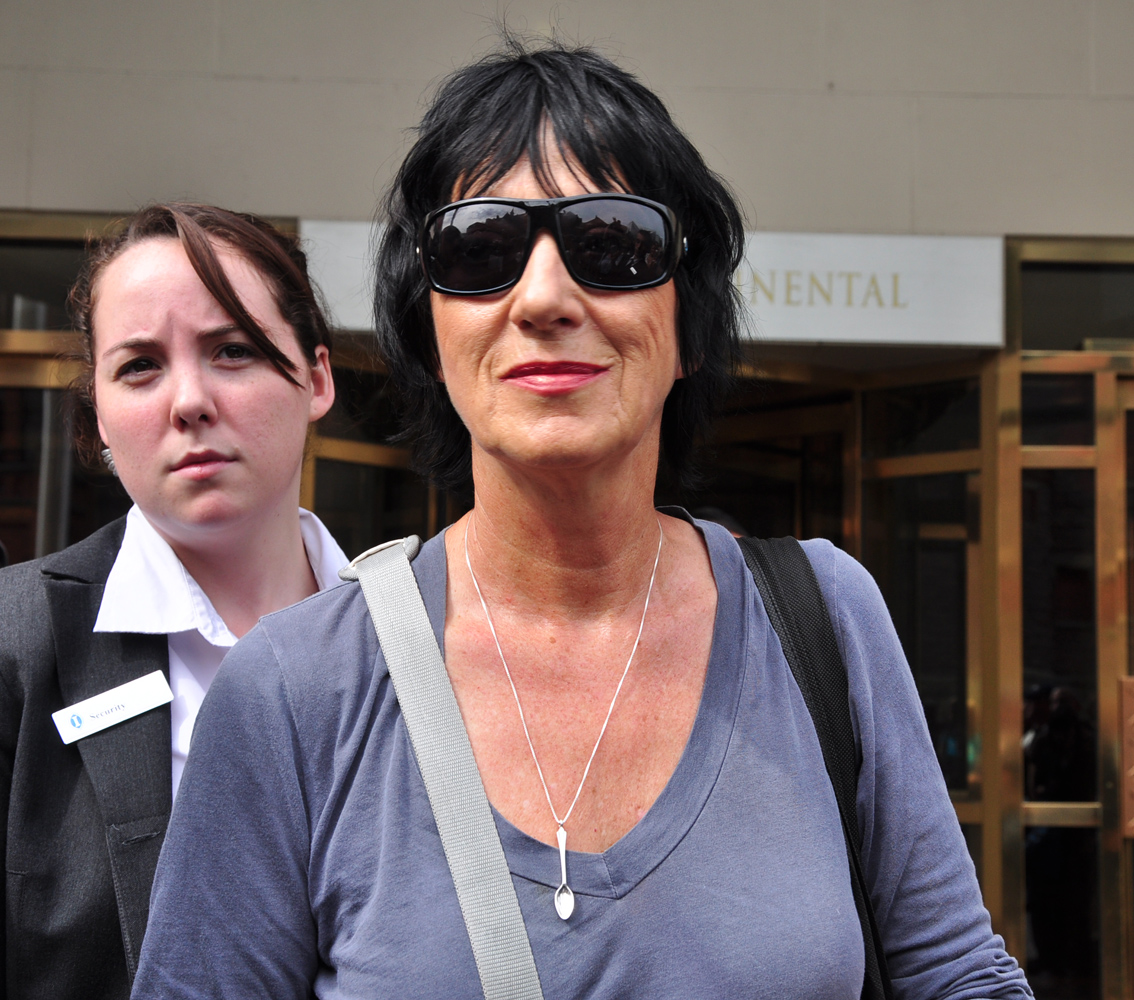
Carole Pope nel 2009

Nonostante le esibizioni comuni, intanto le carriere della Pope e di Staples stavano prendendo strade diverse. Nel 1987, David Gilmour contattò la cantante alla ricerca di un artista che riscrivesse parte del materiale già composto dal chitarrista dei Pink Floyd, in particolare Peace Be with You, brano dedicato a Roger Waters che, nonostante l’intervento e il giudizio positivo della Pope, rimase inedito. Nel 1989 la cantante andò a vivere a Los Angeles dove si impegnò a comporre colonne sonore per film e per lavori televisivi. I Rough Trade festeggiarono i venticinque anni di vita con due concerti nel dicembre del 1994, uno a Toronto e l’altro a Vancouver. L’anno successivo la Pope produsse il musical Quiet, Please; There’s a Bitter, Petulant Diva on Stage! presentato al teatro Buddies in Bad Times, dove nel 1996 l’artista si esibì con Staples durante il Toronto’s Pride Week; e durante i successivi anni si dedicò ad attività teatrali in California prima e poi, dal 2001, a New York.
Nel 2000 è stata pubblicata Anti Diva, l’autobiografia di Carole Pope. Vi si racconta anche la relazione intima fra la Pope e Dusty Springfield. In seguito l’artista ha intervallato l’impegno a favore della comunità LGBTQ anche attraverso concerti pubblici, la presenza attiva nell’Harvey Milk High School – istituzione scolastica che promuove l’accoglienza degli omosessuali –, la produzione di opere teatrali (The Vagina Monologues, 2001), e le registrazioni di prodotti musicali: Transcend (2007), Landfall (2011) e Music for Lesbians.